# جواد قره حسن
جواد قره حسن (بالبوسنوية: Dževad Karahasan)‏ ‏(25 يناير 1953- 19 مايو 2023) كاتب وناقد بوسني حاصل على جائزة غوته الألمانية للأدب لعام 2020. اعتُبرت أعماله من جُملة المساهمات الأدبية الهادفة للتقريب بين الشرق والغرب، والمسيحية والإسلام. كتب فن الرواية والمسرحية والمقالة، وكانت مجمل رواياته معنية بأثر الحرب والإبادة للمسلمين في البوسنة عام 1995. صدر للكاتب في عام 2007 كتاب «تقارير من العالم المظلم»، وهو عبارة عن نصوص نثرية تحمل شهادات واقعية وافتراضية لأشخاص عايشوا الحرب والغربة والعيش في المنفى. اعتبرت «سارة وسيرافينا» و«عزاء سماء الليل» أكثر أعمال الكاتب إثارة للاهتمام.